# Abdullah Mohammed
Abdullah Mohammed (Arabic:عبد الله محمد) (sinh ngày 22 tháng 9 năm 1992) là một cầu thủ bóng đá người Các Tiểu vương quốc Ả Rập Thống nhất. Hiện tại anh thi đấu cho Emirates Club.